# Jaime Lissavetzky
Jaime Lissavetzky Díez (Madrid; 27 de septiembre de 1951) es un político español. Entre otros cargos, ha sido secretario de Estado para el Deporte (desde el 20 de abril de 2004 hasta el 1 de abril de 2011) y consejero Educación, Cultura y Deportes de la Comunidad de Madrid desde 1985 hasta 1995. Fue portavoz del Grupo Municipal Socialista en el Ayuntamiento de Madrid hasta 2015. El 15 de septiembre de 2014 anunció que no optaría a la elección como candidato en su partido.

## Trayectoria científica
Nació el 27 de septiembre de 1951 en Madrid, hijo de madre asturiana  y padre ucraniano afincado en España.
Se doctoró en Ciencias Químicas en la Universidad Complutense de Madrid, donde le fue concedida la Medalla de Honor, ejerció como profesor adjunto de química orgánica en la Universidad de Alcalá. Ha sido profesor Adjunto de química orgánica de la Universidad de Alcalá desde 1977 hasta 1979, donde fue secretario académico de la Facultad de Farmacia. Asimismo, ha impartido cursos de doctorado sobre química farmacéutica en la Universidad Complutense de Madrid y en la Universidad Autónoma de Madrid, así como en la Universidad de Alcalá.
Su trayectoria posterior pasa por el Consejo Superior de Investigaciones Científicas, donde tiene la plaza de científico titular en el Instituto de Química Médica desde 1979.[cita requerida]
Entre otras distinciones, ha recibido la Medalla de Oro de la Real Orden del Mérito Deportivo, la Medalla del Comité Olímpico Español y la Gran Cruz de la Orden del Mérito Civil.

## Carrera política

### Afiliación e inicios
Ingresó en el PSOE en 1974, cuando dicho partido se hallaba en la clandestinidad en el marco de la dictadura franquista. Poco después se convertiría en secretario general de la agrupación socialista del distrito de Moncloa.

### Consejero de Educación, Cultura y Deportes de Madrid
El 8 de mayo de 1983, en las primeras elecciones autonómicas de la Comunidad de Madrid, fue elegido diputado de la primera Asamblea de Madrid, el parlamento autonómico dispuesto por su Estatuto de Autonomía. En dichas elecciones había vencido con mayoría absoluta la FSM-PSOE con un 50,77% de los votos y 51 escaños (sobre un total de 94), formándose el primer gobierno autonómico madrileño con el socialista Joaquín Leguina como presidente. Lissavetzky quedó así encuadrado como miembro del mayoritario Grupo Socialista, formando parte de la Diputación Permanente, en una cámara que celebró su primera sesión el 8 de junio en su sede del Viejo Caserón de San Bernardo.
En 1985, en el ecuador de la primera legislatura, pasó a formar parte del gobierno de Leguina al ser designado como consejero de Educación, Cultura y Deportes, en sustitución de Manuel de la Rocha, tomando posesión de su cargo el 15 de septiembre.
Durante su mandato se creó la red de escuelas infantiles y se inauguró la Universidad Carlos III. También se consagró el Teatro de La Abadía para la formación de actores y directores y se creó la Escuela de Cine. Lissavetzky impulsó la idea de construir el Estadio de la Peineta, inaugurado en 1994, para albergar el Campeonato Mundial de Atletismo de 1997, aunque Madrid no fue elegida para albergar dicho evento (honor que correspondió a Atenas) y finalmente el proyecto quedó en suspenso. Asimismo impulsó la Ciudad de las artes y las Letras en 1995.

### Secretario general de la FSM
En 1994 fue nombrado Secretario General de la Federación Socialista Madrileña. Su llegada se produjo en el marco de las fricciones vividas por el PSOE como consecuencia de las disputas entre los partidarios de Felipe González (renovadores) y de Alfonso Guerra (guerristas). Lissavetzky formaba parte de los renovadores, al igual que su amigo y también científico (bioquímico) Alfredo Pérez Rubalcaba. En 1995, tras la derrota de la FSM tanto en la Comunidad como en la capital (venciendo en ambas el Partido Popular con mayoría absoluta, de la mano de Alberto Ruiz-Gallardón y José María Álvarez del Manzano respectivamente) puso su cargo a disposición de la FSM, que le ratificó en su puesto.
Por su labor, como responsable del área de Educación y Deportes, le fueron concedidas Medalla de Oro de la Real Orden del Mérito Deportivo y la Medalla de Honor de la Universidad Complutense de Madrid.
En 1997 fue reelegido como secretario general de la FSM, aunque por estrecho margen, frente al guerrista José Acosta.
En 1998, dentro de las primarias del PSOE, se mostró partidario de Joaquín Almunia (secretario general, y que contaba con el apoyo de Felipe González) frente a José Borrell, siendo finalmente Borrell el ganador. También apoyó a Joaquín Leguina como candidato a la Alcaldía de Madrid, quien fue derrotado en las primarias por Fernando Morán.
Finalmente fue derrotado por los guerristas en 2000, siendo sustituido por Rafael Simancas.
Durante este periodo, ocupó el cargo de portavoz del Grupo Parlamentario Socialista en la Asamblea de Madrid  (1995- 2000).

### Senador y diputado en Cortes
El 14 de marzo de 1996 fue elegido senador por designación autonómica, en sustitución de su correligionaria María Dolores García-Hierro, quien había renunciado (tras haber sido elegida en 1995) al obtener escaño en el Congreso de los Diputados en las elecciones generales de ese año. En 1999, tras las elecciones autonómicas madrileñas, la nueva Asamblea renovó su condición de senador por designación autonómica.
Durante la VII Legislatura (2000-2004) ocupó escaño en el Congreso de los Diputados (renunciando para ello a su acta de senador), donde fue Vicepresidente Segundo de la Comisión de Ciencia y Tecnología del Congreso. Lissavetzky no logró convencer al Partido Popular para que se permitiera la investigación con células madre embrionarias.

## Secretario de Estado para el Deporte
El 19 de abril de 2004 fue nombrado presidente del Consejo Superior de Deportes con rango de Secretario de Estado por el Gobierno de José Luis Rodríguez Zapatero. Desde ese año fue también miembro del jurado del Premio Príncipe de Asturias de los Deportes, cesando el 1 de abril de 2011 al ser designado candidato a la Alcaldía de Madrid.
En su primer mandato se aprobó la Ley Orgánica de “Protección de la Salud y de Lucha contra el Dopaje en el Deporte” y la  Ley “Contra la Violencia, el Racismo, la Xenofobia y la Intolerancia en el Deporte”.  Asimismo, ha presidido el Consejo Iberoamericano del Deporte (C.I.D.),  institución que agrupa a 22 países, de 2004 a 2007. 
Desde el 5 de febrero de 2007 es Vicepresidente de la Primera Conferencia de los Estados Parte de la Convención Internacional contra el Dopaje en el Deporte de la UNESCO.
El 12 de noviembre de 2008 fue elegido Presidente del Comité de Aprobación del Fondo para la Eliminación del Dopaje en el Deporte de la UNESCO.
El 12 de diciembre de 2008, en la Conferencia de ministros responsables de Deportes del Consejo de Europa, en Atenas, fue elegido como único  Representante europeo en el Comité Ejecutivo de la Agencia Mundial Antidopaje, para 2009 y 2010, elección, que se ha renovado el pasado 22 de octubre de 2010 y que tendrá vigencia hasta el año 2012.
El 26 de octubre de 2009 fue elegido Presidente de la Segunda Conferencia de los Estados Parte de la Convención Internacional contra el  Dopaje en el Deporte de la UNESCO.

### Operación Puerto
El 23 de mayo de 2006 se conoció la Operación Puerto, una investigación contra el dopaje en el deporte de élite que desarticuló una red de dopaje en España, liderada por el médico Eufemiano Fuentes. A pesar de que desde un primer momento se apuntó a que los deportistas clientes de la red de dopaje pertenecían a numerosas disciplinas (fútbol, tenis, ciclismo, boxeo), en el informe del caso solo aparecieron ciclistas. El mismo Lissavetzky afirmó que solo había ciclistas implicados en el caso, contradiciendo a lo dicho en un primer momento por la Guardia Civil y el presidente de la UCI. El juez del caso se negó a identificar a los clientes deportistas (amparándose en que el dopaje no era un delito según la legislación española vigente en ese momento), y también rechazó las peticiones efectuadas por distintos organismos deportivos internacionales (AMA, UCI) para tener acceso a las pruebas y poder imponer sanciones deportivas a los deportistas implicados.
La nueva ley antidopaje española (que contempla penas de cárcel de entre seis meses y dos años para los inductores de dopaje e implica la colaboración de cuatro ministerios), impulsada por Lissavetzky, no llegó a tiempo para juzgar el caso, y tampoco tuvo carácter retroactivo. El Secretario de Estado justificó esta situación afirmando que los tiempos de la Justicia y los del deporte no siempre coinciden.

### Puesta en marcha de la AEA
Ya con la nueva ley en marcha (fue aprobada por las Cortes en 2006), Lissavetzky fue el responsable de desarrollar los decretos que articulaban la ley antidopaje, aunque estas no entraron en funcionamiento hasta dos años después de que se aprobara la ley antidopaje en las Cortes, por lo que durante dos años no se aplicó la ley antidopaje. Por ejemplo, el 14 de febrero de 2008 se publicó en el Boletín Oficial del Estado la creación de la Agencia Estatal Antidopaje (AEA), aunque esta no fue constituida hasta cinco meses después (a pesar de que en el BOE se especificaba que no podría demorarse más de 60 días), el 22 de julio; además, se anunció que la AEA no sería operativa hasta septiembre por disputarse en agosto los Juegos Olímpicos.
Poco antes del inicio de los Juegos Olímpicos de Pekín 2008, se vio obligado a dar una rueda de prensa como consecuencia del positivo por EPO de Maribel Moreno en un control antidopaje, pidiendo a la ciclista que delatara a sus cómplices.

### Polémica prohibición de controles nocturnos
En abril de 2009 aprobó un decreto que impedía realizar controles antidopaje dentro de España (tanto a deportistas españoles como a extranjeros y aunque lo ordene un organismo internacional) en horario nocturno (23:00 - 08:00), contradiciendo la normativa de la AMA (que implica una disponibilidad de 24 horas para los controles).
Esta medida fue duramente criticada por la AMA y por diversos medios extranjeros, puesto que concede un período blindado a los controles que concede una oportunidad para doparse y dando un margen suficiente para que los parámetros fisiológicos volvieran a ser normales antes de las seis de la mañana, hora en la que podrían empezar a realizarse los controles antidopaje sorpresa. El diario alemán Der Tagesspiegel publicó que Si quiere doparse y dormir tranquilo, puede ir a España. El semanario alemán Süddeutsche Zeitung afirmó que las autoridades deportivas españolas son tolerantes con el dopaje y que España acoge dopados, es el Dorado de la comunidad del dopaje global, apuntando asimismo que no es normal que Lissavetzky sea miembro de la AMA cuando la Operación Puerto sigue sin investigarse en España y las únicas confirmaciones de deportistas clientes se han realizado fuera de España, en Alemania e Italia.
Durante su mandato se presentó la candidatura de Madrid para acoger los Juegos Olímpicos de 2016. David Howman, director general de la AMA, pidió por ello que se derogue esa prohibición para realizar controles antidopaje nocturnos. Lissavetzky afirmó sentirse sorprendido por esta petición, tildó de imprudente la crítica realizada y afirmó que España es un país líder en la lucha contra el dopaje.
El 2 de septiembre el COI publicó un informe en el que valoraba las candidaturas de las distintas ciudades, en el que se mostró crítico con la candidatura de Madrid destacando precisamente como una de sus principales carencias la legislación antidopaje española, poniendo en duda su compatibilidad con la legislación de la AMA. Lissavetzky aseguró en un primer momento que la normativa española era absolutamente compatible con la del COI, aunque pocos días después impulsó una modificación de la misma para agradar al COI.
Finalmente Madrid quedó segunda en la votación para elegir la sede olímpica celebrada el 2 de octubre de 2009, por delante de Tokio y Chicago (tercera y cuarta respectivamente), pero por detrás de Río de Janeiro.

## Candidato a la Alcaldía de Madrid
El 2 de agosto de 2010 inauguró junto al presidente del Gobierno, José Luis Rodríguez Zapatero, el Centro de Alto Rendimiento de León, ciudad natal del presidente. Durante su discurso, Zapatero presentó a Lissavetzky como el Secretario de Estado con mejores resultados de su Gobierno, y entre los rumores sobre si impulsaría a Lissavetzky como su apuesta para encabezar las listas del PSM-PSOE en Madrid en las elecciones municipales de 2011 aseguró que era "uno de los mejores".
Días después Jaime Lissavetzky confirmó que se presentaría como aspirante para ser el candidato socialista a la Alcaldía de Madrid (ostentada con mayoría absoluta desde 2003 por Alberto Ruiz-Gallardón, del PP, y con quien había trabajado en las candidaturas olímpicas de Madrid para ser sede de los Juegos Olímpicos de 2012 y 2016).

## Portavoz del Grupo socialista en el Ayuntamiento de Madrid
Después de las elecciones municipales de 2011, donde Alberto Ruiz-Gallardón revalidó su mayoría absoluta, Lissaveztky pasó a ocupar la portavocía del grupo socialista en el Ayuntamiento de Madrid, puesto que desempeñó hasta 2015.

## Premios, reconocimientos y distinciones
- Gran Cruz de la Orden Civil de Alfonso X El Sabio (1996)
- Gran Cruz de la Real Orden del Mérito Deportivo, otorgada por el Consejo Superior de Deportes (2011)
- Gran Cruz de la Orden del Dos de Mayo (2015)